# Georges Grabowski
Pour les articles homonymes, voir Grabowski.
Georges Grabowski, dont le vrai prénom est "Jerzy" (Georges en polonais) est un footballeur français né le 14 janvier 1945 à Sanvignes-les-Mines (Saône-et-Loire).

## Biographie
Il a été sélectionné en équipe de France Militaire pendant la saison 1963/1964. Ce défenseur a ensuite évolué principalement au FC Nantes, club avec lequel il a été Champion de France en 1965 et en 1966 et finaliste de la coupe de France en 1966. À la fin de sa carrière de footballeur, celui que ses proches appellent "Stef" s'est reconverti comme Agent Commercial pour des marques telles que Hunga, le Coq Sportif ou Aréna. 
Georges Grabowski a un fils prénommé Rodolphe, né le 12 décembre 1972, lequel s'illustre notamment en qualité de d'artiste Peintre  et d'agent immobilier.

## Carrière de joueur
- 1964-1967 : FC Nantes (en division 1)
- 1967-1969 : Olympique Avignon
- 1969-1972 : Girondins de Bordeaux
- 1972-1975 : Red Star (en division 2)
- 1975-1976 : AC Cambrai (en division 3)
- 1976-1978 : BNFC Fontainebleau (en division 2)

## Palmarès
- Champion de France en 1965
- Finaliste de la Coupe de France en 1966
- Vice-champion de France 1967